# بيد استخر (صوغان)
بید استخر (بالفارسية: بید استخر) هي قرية تقع في إيران في قسم صوغان الريفي. يقدر عدد سكانها بـ 0 نسمة بحسب إحصاء 2016.